# Luke Jacobz
Luke Jacobz, geboren als Luke Jacob Ashwood, (Sydney, 14 februari 1981) is een Australische acteur en presentator.
Van 2004 tot 2008 speelde hij de rol van Patrick Brewer in McLeod's Daughters. Hij speelde van 2008 tot 2011 mee in de populaire serie Home and Away. Hierin had hij de rol van agent Angelo Rosetta. Hij heeft een relatie gehad met Miranda Murphy, uit 'Popstars Live'.
Luke Jacobz, een afgeleide van zijn tweede voornaam "Jacob" door er een 'z' aan toe te voegen, is zijn artiestennaam.

## Filmografie
| Jaar      | Titel                               | Rol                  |
| --------- | ----------------------------------- | -------------------- |
| 1998-1999 | Heartbreak High                     | Zac Croft            |
| 2004-2008 | McLeod's Daughters (televisieserie) | Patrick Brewer       |
| 2008-2011 | Home and Away                       | Agent Angelo Rosetta |